# Соль де Америка
«Соль де Америка» (ісп. «Club Sol de América») — парагвайський футбольний клуб з передмістя Асунсьйону Вілья Еліса. Заснований 22 березня 1909 року.

## Досягнення
- Чемпіон Парагваю (2): 1986, 1991